# Rekrut
En værnepligtig menig vil i de første fire måneder blive betegnet som en rekrut. Derefter har han overstået sin rekruttid og vil derefter blive kaldt for basse.
| Militær | Spire Denne artikel om militær er en spire som bør udbygges. Du er velkommen til at hjælpe Wikipedia ved at udvide den. |